# Symplocos tanakana
Symplocos tanakana är en tvåhjärtbladig växtart som beskrevs av Takenoshin Nakai. Symplocos tanakana ingår i släktet Symplocos och familjen Symplocaceae. Inga underarter finns listade i Catalogue of Life.